# 田原博人
田原 博人（たばら ひろと、1936年 - 2025年5月30日）は、日本の宇宙物理学者。宇都宮大学名誉教授。宇都宮大学学長や日本天文学会理事長を務めた。

## 人物・経歴
島根県益田市出身。実家は雑貨屋。1962年立教大学理学部物理学科卒業。1968年立教大学大学院理学研究科博士課程修了。日本学術振興会特別研究員を経て、1970年東京大学東京天文台宇宙電波部助手。東京天文台職員組合執行委員長を経て、1973年東京天文台職員組合闘争委員長。1974年、宇都宮大学で電波天文学の新学部を設立するため、同大教育学部助教授に赴任し、宇都宮大学職員組合執行委員長に就任。新学部構想は頓挫したが、宇都宮から三鷹市の国立天文台まで通い、野辺山宇宙電波観測所の運営システム構築などにあたった。1980年宇都宮大学教育学部教授。宇都宮大学附属図書館長を経て、1995から99年まで宇都宮大学教育学部長。2001年から02年まで日本天文学会理事長。2001年から05年まで宇都宮大学学長。2008年福島大学経営協議会委員。2010年福島大学監事。2012年4月瑞宝中綬章受章。
2025年5月30日死去。叙正四位。

## 著書
- 『宇宙電波天文学』（赤羽賢司, 海部宣男と共著）共立出版 1988年
- 『検証国立大学法人化と大学の責任 : その制定過程と大学自立への構想』（田中弘充, 佐藤博明と共著）東信堂 2018年
- 『2040年大学よ甦れ : カギは自律的改革と創造的連携にある』（田中弘允, 佐藤博明と共著）東信堂 2019年